# Arroyo de la Guardia Vieja (Uruguay)
Der Arroyo de la Guardia Vieja ist ein Fluss in Uruguay.
Er entspringt einige Kilometer südwestlich von La Casilla in der Cuchilla Grande Inferior, westlich der Quelle des Arroyo Sarandí Grande. Von dort fließt er auf dem Gebiet des Departamentos Flores in überwiegend nordwestliche Richtung. In der Gegend südwestlich von Trinidad trifft er auf einen weiteren Fluss, der dem Einzugsgebiet des Arroyo Grande zuzuordnen ist.